# Trifunovič
Trifunovič je priimek več znanih Slovencev:
- Rado Trifunovič, košarkar in trener